# برايان جاي ديفيس
برايان جاي ديفيس (بالإنجليزية: Brian J. Davis)‏ هو قاضي ومحامي أمريكي، ولد في 23 يناير 1953 في جاكسونفيل في الولايات المتحدة.